# فوكولوز
فوكولوز (بالإنجليزية: fuculose)‏ أو 6-تاغاتوز منقوص الأكسجين (بالإنجليزية: 6-deoxy-tagatose)‏ هو سكر سداسي كيتوني منقوص الأكسجين.